# Ana Xisdê
Ana Xisdê (Itu, 26 de janeiro de 1995) é apresentadora, repórter, comentarista e criadora de conteúdo gamer brasileira. Uma personalidade solidificada no Esport brasileiro, foi eleita Melhor Caster do Brasil no Prêmio eSports Brasil 2019, Melhor Apresentadora de Esports LATAM e finalista a Melhor Apresentadora do Mundo em 2020. Trabalhou de forma notória com Overwatch e Free Fire. Tornou-se a primeira brasileira jurada do Esports Awards, maior premiação do Esporte Eletrônico do mundo.

## Biografia
Ana Paula Cardoso, nascida em Itu, pedagoga formada e atriz, sempre foi apaixonada por jogos, mas começou a acompanhar o competitivo com League of Legends, vendo espaço e oportunidade para entrar nesse mundo pela falta de mulheres nos campeonatos. Filha de tecnólogo, foi o pai que colocava Ana para testar a internet e a ajudou a construir essa paixão. Apesar da proximidade com a família, ela deixou o interior para viver de games em São Paulo Capital.

## Carreira
Em 2017 começou a carreira em um campeonato feminino, OverDvas, primeiro campeonato feminino de Overwatch do Brasil, tendo feito vários outros campeonatos no período incluindo a Copa do Mundo de Overwatch.
Em 2018 foi contratada pela Blizzard como Apresentadora principal da Overwatch Contenders: South America.
Em 2019, Ana começou a ganhar ainda mais notoriedade. Além da continuidade da Overwatch Contenders, também foi anunciada no time de casters da transmissão em português da Overwatch League, tornou-se a primeira brasileira a apresentar uma transmissão internacional de Overwatch, foi apresentadora oficial da Brasil Game Show e cheçou pela primeira vez ao Free Fire, ganhando a premiação de Melhor Caster do Brasil de 2019 logo em seguida.
Em 2020, Ana foi confirmada como parte da equipe de transmissão da Liga Brasileira de Free Fire, trabalhando diretamente para a Garena na transmissão dos campeonatos oficiais do jogo. Além disso, foi finalista a Melhor Apresentadora de Esports do Ano em 2020, sendo a única finalista latino americana da categoria.
Em 2021, Ana deixa o Free Fire e passa a apresentar o Esquenta MVP, programa sobre esportes eletrônicos da Loading ao lado de "Thauê Neves" e "Cabelo gamer" de segunda a sexta na TV aberta. Após o término das atividades do canal, Ana volta ao mercado como freelancer para focar em seus trabalhos como Apresentadora e Criadora de Conteúdo Gamer.

## Reconhecimento Internacional
Em 2021, após sua trajetória internacional com a apresentação do Duelo do Atlântico de Overwatch em inglês e histórico como finalista do Esports Awards, Ana foi convidada a fazer parte do corpo de jurados da premiação internacional com o objetivo de indicar nomes de sua região e justificar porque eles devem concorrer ao prêmio.

## Comunidade
Ana chama a sua comunidade de "Família Xisdê" por considerar que seus seguidores se tornaram sua família depois de sua vinda para São Paulo capital. Unidos pela paixão pelos jogos, a influenciadora compartilha sua rotina e fala sobre assuntos variados, mostrando que as pessoas não são definidas por uma coisa só.